# 786년

## 연호
- 당(唐) 정원(貞元) 2년
- 일본(日本) 엔랴쿠(延暦) 5년

## 기년
- 당(唐) 덕종(德宗) 7년
- 신라(新羅) 원성왕(元聖王) 2년
- 발해(渤海) 문왕(文王) 50년